# 里科·吉尔
里科·吉尔（英語：Rico Gear，1978年2月26日—），新西兰男子橄榄球运动员。他曾代表新西兰七人制国家队参加1998年英联邦运动会七人制橄榄球比赛，获得一枚金牌。

## 家庭
弟弟霍齐亚·吉尔。